# 高平郡 (西晋)
高平郡（こうへい-ぐん）は、中国にかつて存在した郡。晋代から北斉にかけて、現在の山東省西部に設置された。

## 概要
山陽郡を前身とした。西晋が建国されると、陳騫が高平公に封じられ、高平国が立てられた。高平国は兗州に属し、昌邑・鉅野・方与・金郷・湖陸・高平・南平陽の7県を管轄した。
南朝宋のとき、高平郡は高平・方与・金郷・鉅野・平陽・亢父の6県を管轄した。
北魏のとき、高平郡は高平・方与・金郷・平陽の4県を管轄した。
北斉のとき、高仁英が高平王に封じられた。